# فالنتين ويجل
فالنتين ويجل (بالألمانية: Valentin Weigel)‏ (و. 1533 – 1588 م) هو عالم عقيدة، وفيلسوف، وكاتب ألماني، ولد في غروسنهاين، توفي في تشوباو، عن عمر يناهز 55 عاماً.